# Rádžpúti

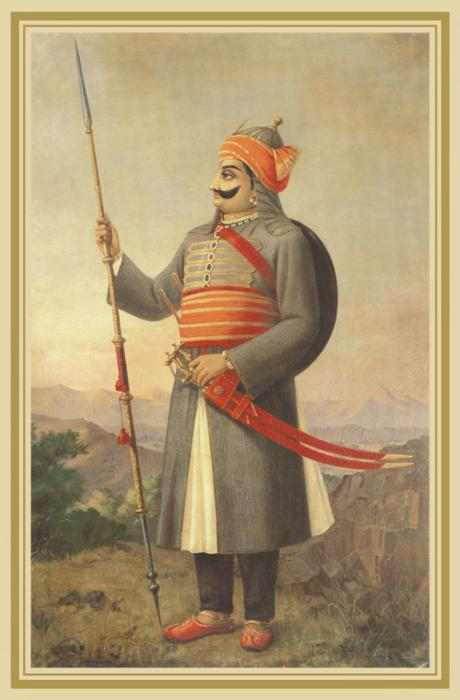
Maharána Pratáp Sinh, rádžpútský vládce z 16. století a bojovník proti Mughalům

Rádžpúti jsou etnická a sociální skupina obyvatelstva severozápadní Indie. Tradičně tvořili vrstvu válečnické aristokracie, rozpadající se do řady klanů. Svůj původ odvozují od mytických dynastií indického starověku. Pojmenování vychází ze sanskrtského slovního spojení rádža-putra („syn krále“).
Rádžpútové jsou patrně potomky středoasijských kočovných kmenů Šaků, Kušánů a Heftalitů, kteří se v 5.–7. stol. n. l. smísili s indickým obyvatelstvem a snad i neindoevropskými kmeny Góndů a Bhílů. Střediskem jejich moci byl dnešní Gudžarát a Rádžastán, odkud v 10. stol. rozšířili svou moc po celé severní a střední Indii. Ve 13. stol. jejich expanzi zastavil muslimský nájezdník Muhammad z Ghóru. Později se dostali pod nadvládu dillíských sultánů a mughalských císařů a představovali jejich nejvýznamnější spojence v severní a západní Indii. Od 18. stol. byli pod nadvládou Maráthů a později se stali součástí britské koloniální správy. Ve všech případech si dokázali udržet autonomii, rádžputská knížectví, jejichž počet se zv 16.–17. stol. ustálil na 22, byla samostatnými politickými jednotkami. Roku 1947 se území rádžputů stalo součástí nezávislé Indie a roku 1949 byl sloučením jejich knížectví vytvořen indický svazový stát Rádžastán. Do dnešní doby jsou rádžpúti považováni za vynikající bojovníky a velká část z nich slouží v Indické armádě. Většina rádžpútů žije v indickém svazovém státě Rádžasthán.
Způsob života rádžputů připomínal život rytířů ve středověké Evropě. Chlapci se od malička cvičili v zacházení se zbraněmi, ve věku 13–14 let byl chlapec při slavnostním obřadu karg bandaj opásán svým prvním mečem a symbolicky ztotožněn s božským hrdinou Rámou. Starým válečným zvykem rádžpútů v případě bezvýchodné situace (hlavně při obležení nepřátelskou přesilou v pevnosti) byl tzv. džauhar, při němž ženy a děti spáchaly hromadnou sebevraždu a muži vyrazili k sebevražednému výpadu proti nepřátelům. Rádžputové podporovali umění a kulturu, jíž reprezentovali potulní pěvci, skládající hrdinské balady na jednotlivé rádžputské bojovníky. Od 16. stol. se rozvíjelo také malířství miniatur, zejména v oblasti Méváru a Málvy.